# Sumatran Rhino Sanctuary
Koordinaten: 5° 4′ 36″ S, 105° 42′ 9″ O
Das Sumatran Rhino Sanctuary (englisch für Sumatra-Nashorn-Schutzgebiet) ist ein im Way-Kambas-Nationalpark auf Sumatra  gelegenes, abgesperrtes Schutzgebiet für das vom Aussterben bedrohte Sumatra-Nashorn. Es wurde 1997 gegründet und dient als Zuchtgebiet für diese Nashornart. Gegenwärtig befinden sich dort zehn Sumatra-Nashörner.

## Schutzgebiet
Das Sumatran Rhino Sanctuary befindet sich innerhalb des 1.250 km² großen Way-Kambas-Nationalparks auf der Insel Sumatra (Indonesien) und weist eine Größe von 100 ha auf. Es wird von der International Rhino Foundation betrieben und gefördert, in Zusammenarbeit mit der Asian Rhino Specialist Group der IUCN sowie Mitarbeitern des Zoos von Cincinnati (USA), der bisher die größten Erfolge bei der Nachzucht von Sumatra-Nashörnern vorweisen kann. Die Lage innerhalb des Naturschutzgebietes soll den Tieren eine möglichst naturnahe Umgebung bieten, um den Erfolg des Projektes zu gewährleisten. Das Areal ist vollständig von einem Elektrozaun umgeben. Innerhalb des Schutzgebietes hat jedes der Nashörner einen bis zu 20 ha großen abgetrennten Eigenbereich, der mit Tropischem Regenwald natürlich bewachsen ist. Die Parzellen sind aber so konstruiert, dass die Tiere bei Bedarf gemischt oder wieder getrennt werden können. Die Anlage wird kontinuierlich während des Tages und vor allem während der Brunftzeiten mit Kameras überwacht. Zur weiteren Kontrolle der Tiere und zur Sicherstellung des Geburtserfolges werden die Hormonspiegel der Nashörner fortwährend anhand von Kotproben analysiert.

## Vorgeschichte

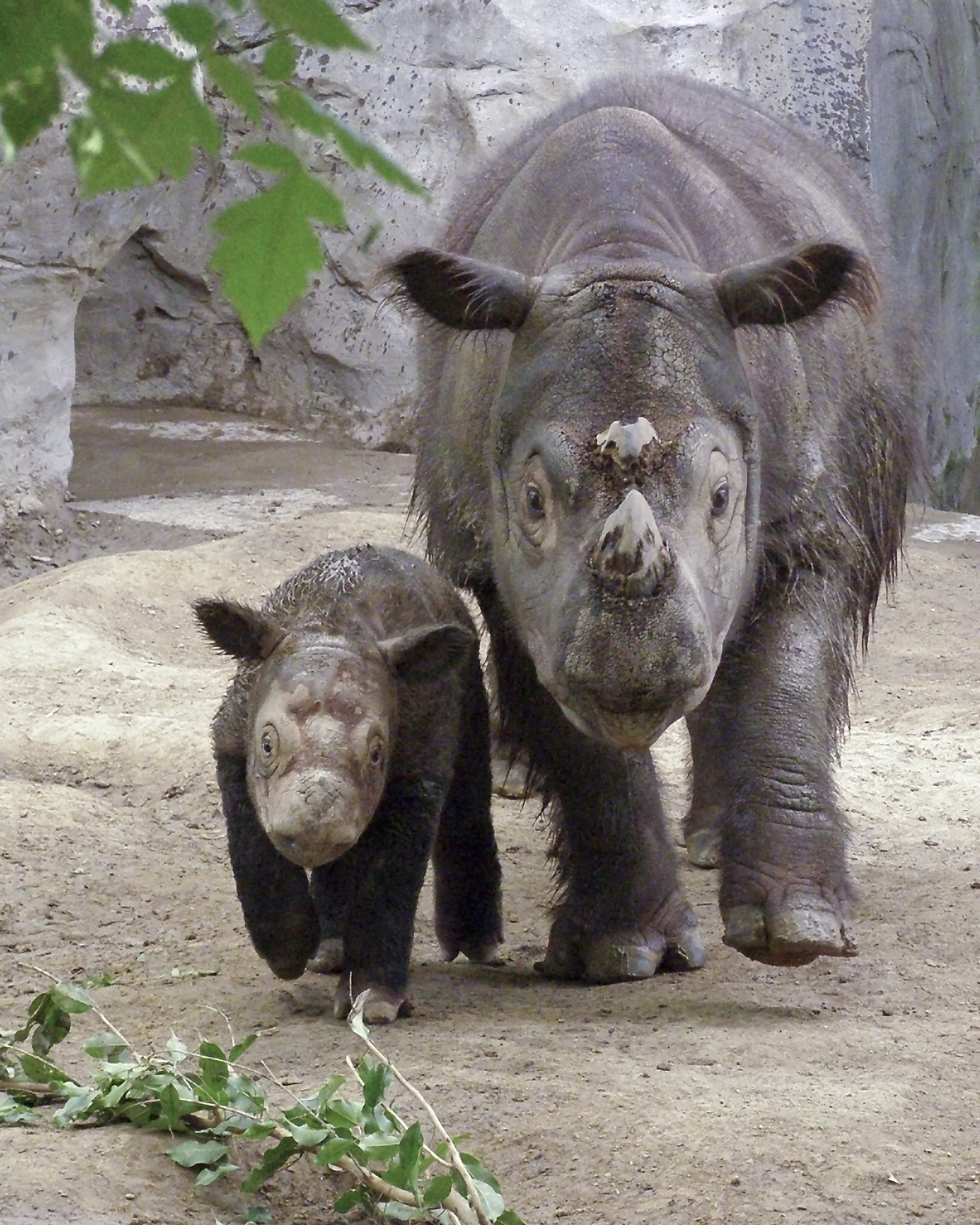
Nashornkuh „Emi“ mit ihrem Kalb „Harapan“ im Zoo von Cincinnati (Mai 2007)

Das Sumatra-Nashorn gehört zu den am stärksten bedrohten Großsäugetierarten der Erde. Gegenwärtig bewohnt es in kleinen verstreuten Populationen einzelne Gebiete auf Sumatra und möglicherweise Borneo, während es auf der Halbinsel von Malakka und im Rest des festländischen Südostasiens bereits ausgestorben ist. Der Bestand wird auf 40 bis 78 Tiere geschätzt, die Angaben sind ungenau, da sie auf sekundären Hinweisen, wie Trittsiegeln oder Kotspuren basieren, seltener auf tatsächlichen Sichtungen. Die Zoobestände der Sumatra-Nashörner sind sehr klein, in den letzten 200 Jahren wurden rund 100 Tiere gehalten. Außerdem gebären die Nashörner in menschlicher Obhut nur sehr selten, die erste und bis zu Beginn des 21. Jahrhunderts einzige Geburt wurde 1889 im Zoo von Kalkutta vermeldet, im gesamten 20. Jahrhundert konnte kein Geburtserfolg verzeichnet werden.
Im Jahr 1984 wurde von Mitarbeitern der Asian Rhino Specialist Group der IUCN beschlossen, ein weltweites Zuchtprogramm für die Nashornart in zoologischen Gärten durchzuführen. Beteiligte Länder waren Malaysia, Indonesien, Thailand, Großbritannien und die USA. Zu diesem Zweck wurden über mehrere Jahre insgesamt 40 Sumatra-Nashörner aus dem Wildbestand gefangen und auf die verschiedenen beteiligten Einrichtungen verteilt, das Programm selbst wurde mit über 2 Millionen US-Dollar Fördergeldern realisiert. Allerdings kam es zu keinem Erfolg, denn bis 1995 wurde kein einziges Jungtier geboren, bis auf eine Ausnahme von einer Kuh, die schon bei ihrem Einfangen trächtig gewesen war. Für die beteiligten Experten erwies sich des Weiteren die Sterblichkeitsrate der Tiere in Gefangenschaft als extrem hoch, da bis zu diesem Zeitpunkt bereits 20 Tiere eines natürlichen Todes gestorben waren. Aus diesem Grunde erklärte man das Projekt für gescheitert und stellte es ein. Bis 2005 waren insgesamt 34 der 40 Nashörner gestorben.
Auf diesen ersten Fehlschlag hin wurde ein Nachfolgeprogramm initialisiert, welches eine Zucht von Nachkommen in Schutzgebieten in möglichst natürlichem Umfeld realisieren sollte. Diese Sanctuaries genannten Schutzgebiete sollten daher so nah wie möglich am ursprünglichen Verbreitungsgebiet der Nashornart eingerichtet werden und unter ständigem Schutz und Beobachtung stehen. Als Ort wurde der Way-Kambas-Nationalpark im Südosten Sumatras gewählt, der innerhalb der Schutzbemühungen auch einen hohen Prioritätsgrad besitzt. Ein ähnliches Projekt wurde 2009 auf Borneo mit dem Borneo Rhino Sanctuary gestartet. Im Nachklang des ersten Zuchtprogramms brachte im September 2001 die Nashornkuh „Emi“, die als Jungtier 1991 in einer Falle gefangen und als 28. Tier in das Programm integriert wurde, im Zoo von Cincinnati ein männliches Jungtier zur Welt, welches „Andalas“ getauft wurde. Dies war die erste Geburt eines Sumatra-Nashorns nach 112 Jahren in einem Zoo. Ein weiteres, diesmal weibliches Kalb folgte im Juli 2004 und erhielt den Namen „Suci“. Im April 2007 kam ein drittes männliches Kalb zu Welt, welches „Harapan“ genannt wurde. „Emi“ selbst starb im Oktober 2009 im für die Nashornart relativ jungen Alter von 21 Jahren an Hämochromatose. Ihre Eizellen wurden entnommen und aufbewahrt. Eine geplante In-vitro-Fertilisation war jedoch nicht erfolgreich. Im Frühjahr 2014 verstarb „Suci“ im Alter von nur 10 Jahren, so dass zu diesem Zeitpunkt nur noch ein Sumatra-Nashorn im Zoo von Cincinnati verblieb.

## Entwicklung seit Bestehen des Schutzgebietes

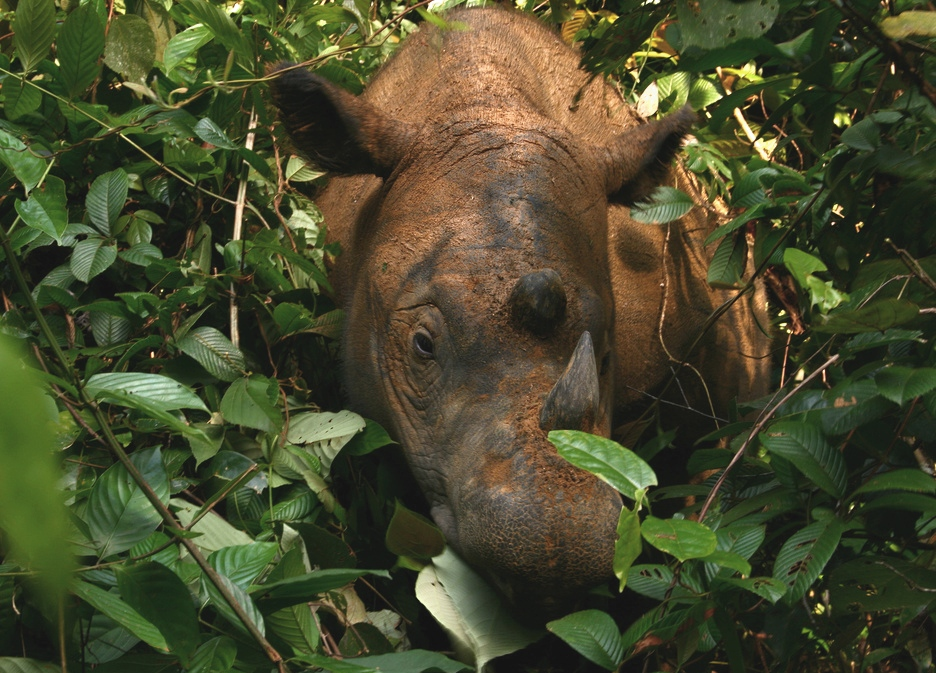
Nashornkuh „Rosa“ im Sumatran Rhino Sanctuary innerhalb des Way-Kambas-Nationalparks auf Sumatra.

Das Schutzgebiet wurde 1997 eröffnet. Im folgenden Jahr wurde die Gründerpopulation eingeführt, die aus den Tierbeständen des ersten Zuchtprogrammes stammte. Die Gruppe bestand aus den beiden Kühen „Bina“ und „Dusun“ aus zoologischen Einrichtungen in Indonesien und einem Bullen namens „Torgamba“ aus dem Vereinigten Königreich, die Eingewöhnungsphase dauerte mehrere Monate. „Torgamba“, der 1985 im Alter von 3 oder 4 Jahren in einer Falle gefangen und als eines der ersten Tiere in das ursprüngliche Zuchtprogramm aufgenommen wurde, begann 1999 sexuelle Interaktionen mit „Bina“, die sich in den folgenden Jahren fortsetzten, aber nicht zur Befruchtung führten. „Dusun“, die nicht mehr gebärfähig war, starb im Jahr 2001.
Zwei weitere sehr junge Kühe trafen 2005 ein. Dabei stammte „Rosa“ ursprünglich aus dem Bukit Barisan Selatan-Nationalpark, ebenfalls Sumatra, war aber immer wieder in angrenzenden Dörfern gesichtet und anschließend eingefangen und ins Sumatran Rhino Sanctuary gebracht worden. Das zweite Tier, „Ratu“, wurde ebenfalls in einem Dorf außerhalb des Way-Kambas-Nationalparks angetroffen. Im Februar 2007 traf „Andalas“ ein, der junge Bulle, den Nashornkuh „Emi“ im Jahr 2001 im Zoo von Cincinnati in menschlicher Obhut zur Welt gebracht hatte. Nach einer mehrmonatigen Eingewöhnungszeit kam es zu ersten Interaktionen mit den anderen Sumatra-Nashörnern im Schutzgebiet. „Andalas“ befruchtete „Ratu“ erfolgreich im Jahr 2010, allerdings verlor sie den Fötus wenige Monate später, was bei sehr jungen Nashornkühen, die erstmals trächtig sind, nicht ungewöhnlich ist. So benötigte „Emi“ im Zoo von Cincinnati sechs Befruchtungen, um ihr erstes Junges zur Welt zu bringen. Auch eine zweite Befruchtung von „Ratu“ durch „Andalas“ im selben Jahr verlief nicht erfolgreich und endete einen Monat später. Im April 2011 starb der Bulle „Torgamba“ im Alter von mehr als 30 Jahren nach langer Krankheit. „Ratus“ dritte Befruchtung seitens „Andalas“ erfolgte im März 2011. Die Trächtigkeit verlief nach künstlicher Hinzugabe von speziellen Hormonen, ähnlich wie es bei „Emi“ in Cincinnati gehandhabt wurde, ohne Komplikationen. Nach 16 Monaten brachte „Ratu“ am 23. Juni 2012 ein männliches Kalb zur Welt, was somit die erste Geburt im Schutzgebiet und die weltweit fünfte eines in menschlicher Obhut gezeugten Sumatra-Nashorns darstellt. Das Kalb erhielt den Namen „Andatu“, was einerseits die Verbindung der Namen der Elterntiere darstellt, andererseits auch „Geschenk Gottes“ bedeutet. Ein zweites Kalb, diesmal ein Weibchen mit dem Namen „Delilah“, gebar „Ratu“ am 13. Mai 2016. Zwischenzeitlich, im Oktober 2015 wurde auch „Harapan“, das letzte in Cincinnati verbliebene Sumatra-Nashorn, in das Sumatran Rhino Sanctuary verbracht. Am 24. März 2022 kam ein drittes Kalb, wiederum ein weibliches Tier, hinzu. Es ging aus der Verbindung von „Andatu“ mit „Rosa“ hervor. Zwei weitere Kälber wurden im Jahr 2023 geboren. Das erste, ein weibliches Tier, kam am 30. September zur Welt und wurde von „Ratu“ und „Andalas“ gezeugt. Die zweite Geburt datiert auf den 25. November, die Elterntiere des männlichen Kalbs sind „Delilah“ und „Harapan“.